# 敦賀国際令和高等学校
敦賀国際令和高等学校（つるがこくさいれいわこうとうがっこう、英: Tsuruga International Reiwa High School）は、福井県敦賀市長谷にある私立高等学校。

## 概要
敦賀市街地から少し離れた場所にあるため、自然に囲まれた環境である。
2021年（令和3年）に昭英高等学校から名称変更し、新体制のもと再開。
昭英高校時代にラグビー部が1995年（平成7年）の第75回全国高等学校ラグビーフットボール大会、1996年（平成8年）の第76回全国高等学校ラグビーフットボール大会に福井県代表として連続出場したことがある。柔道部や空手道部も、国体やインターハイなどへの出場歴あり。
2022年（令和4年）1月13日に入学希望者が見込めないため、新年度の生徒募集を停止したことを発表。2023年（令和5年）度以降は未定。
学生寮を完備している。

## 設置学科
- 普通科

## 修学旅行
- 中国（ - 1998年）
- ニュージーランド（1999年 - 2011年）
- アメリカ合衆国 ハワイ（2012年 - 2013年）

## 沿革
- 1973年（昭和48年）6月21日 - 学校法人湖海学園の寄付行為認可申請。
- 1974年（昭和49年）4月1日 - 学校法人湖海学園　昭英高等学校開校（医歯コース開始）
- 1987年（昭和62年）4月 ‐ 国際コース開始。
- 1991年（平成3年）4月 ‐ 女子寮竣工し、男女共学再開（昭和50年度に女子募集停止）
- 1992年（平成4年）4月 ‐ 体育コース開始。男子の「空手・柔道・サッカー・ラグビー」各部を設置。
- 1994年（平成6年）2月 ‐ 経営上の理由から、1995年度以降の国際コース募集停止。
- 1999年（平成11年）12月 ‐ 経営上の理由から、2000年度以降の体育コース募集停止。
- 2002年（平成14年）3月  ‐開校当初と同じく医歯コースのみとなる。
- 2021年（令和3年）4月 - 千葉県千葉市の学校法人阿弥陀寺教育学園から資金などの支援を受け、校名を「敦賀国際令和高校」に変更し、再開。[2]

## 部活動
- 文化部 - eスポーツ

## 休校
2017年（平成29年）9月に、運営する学校法人湖海学園の理事長が他界し、理事会が今後の運営について検討した結果、2018年（平成30年）度の新入生を募集しないこととした。
2020年（令和2年）7月、千葉市の学校法人阿弥陀寺教育学園の支援を受け、校名を「敦賀国際令和高校」に変更した上で再開することが発表された。

## アクセス
- 北陸新幹線・北陸本線・小浜線・ハピラインふくい線 敦賀駅よりスクールバスを運行中
- 敦賀駅 → 敦賀市コミュニティバス（8番・山公文名線）「山入口」停留所 徒歩約10分（乗車時間は粟野中学校前先回りルートで約40分、公文名先回りルートで約30分）
- 敦賀駅 車で約15分
- 北陸自動車道 敦賀IC 車で約15分
- 舞鶴若狭道 敦賀南スマートIC 車で約5分

## 著名な出身者
- 椎村政彦（ラグビー選手）